# Lauren Bennett
Lauren Bennett (Kent, 1989. június 23. –) egy brit nemzetiségű énekesnő, táncos, festő és modell. Leginkább a Paradiso Girlsszel és Pussycat Dollsszal, Cee Lo Greennel és LMFAO-val közös munkái által ismert.

## Élete
Bennett Meophamban nőtt fel, majd egy zenei és táncos iskolába ment Tunbridge Wellsbe. A The X Factor harmadik évadjában is szerencsét próbált 2006-ban, de nem ért el jelentős sikert.

### Paradiso Girls, (2007 - 2010)
Bennett a Paradiso Girls lánycsapat egyik tagja volt. A csapat 2007-ben hét tagból állt, ez 2008-ra ötre csökkent. Mindegyik tag más országból származik: Chelsea Korka az Egyesült Államokból, Aria Crescendo Franciaországból, Kelly Beckett Barbados szigetéről, Shar Mae Amo a Fülöp-szigetekről, míg Laura az Egyesült Királyságból. Az együttes kiadója az Interscope Records volt. Első kislemezük, a Patron Tequila 2009. május 12-én jelent meg, a Hot Dance Club Play lista 3. helyét érte el. A második dal, a Who's My B*** gyenge teljesítménye után a csapat úgy döntött 2010-ben, hogy meghatározatlan időre szünetet tartanak.

### Szólókarrier,Pussycat Dolls(2010 - napjainkig)
Miután az együttes feloszlott 2010-ben, az Bennett elkezdett szólókarrierjével foglalkozni. Közreműködött will.i.am I Got It from My Mama című dalán, majd az LMFAO koncertkörútján is megjelent. Később Cee Lo Green The Lady Killer című albumán is dolgozott, a Love Gun című dalon.
A következő évben a Party Rock Anthem című dal munkálatain vett részt. A szám világszerte nagy sikernek örvendett, az Egyesült Államokban 4 000 000 példány kelt el belőle digitális letöltés formájában. Lauren emellett a ViolentLips-nek modellkedik.
Bennett Robin Antinnal dolgozik, és a Pussycat Dolls második fitnesz DVD-n is közreműködött. Később kiderült, Lauren és Vanessa Curry az együttes új tagjai. Bennett később maga is megerősítette, hogy a csapat tagja.
Első kislemeze, az I Wish I Wish 2011. november 21-én jelent meg az Interscope Records gondozásában. A dal szerzői Esmée Denters és Billy Mann voltak, producere David Schuler.

## Diszkográfia

### Szólókislemezek
| Év   | Cím           | Formátum           | Jegyzetek                                 | Album |
| ---- | ------------- | ------------------ | ----------------------------------------- | ----- |
| 2011 | I Wish I Wish | Digitális letöltés | Elérhető az Amazon.com és iTunes oldalán. | TBA   |

### Közreműködő előadóként
| Év   | Cím                                                                | Legmagasabb helyezés | Legmagasabb helyezés | Legmagasabb helyezés | Legmagasabb helyezés | Legmagasabb helyezés | Legmagasabb helyezés | Legmagasabb helyezés | Legmagasabb helyezés | Legmagasabb helyezés | Legmagasabb helyezés | Album                   |
| Év   | Cím                                                                | US                   | US Dance             | CAN                  | BEl (FL)             | AUS                  | DEN                  | FRA                  | NZ                   | IRE                  | UK                   | Album                   |
| ---- | ------------------------------------------------------------------ | -------------------- | -------------------- | -------------------- | -------------------- | -------------------- | -------------------- | -------------------- | -------------------- | -------------------- | -------------------- | ----------------------- |
| 2010 | Love Gun (Cee Lo Green, közreműködik Lauren Bennett)               | –                    | –                    | –                    | –                    | –                    | –                    | –                    | –                    | –                    | –                    | The Lady Killer         |
| 2011 | Party Rock Anthem (LMFAO, közreműködik Lauren Bennett és GoonRock) | 1                    | 1                    | 1                    | 1                    | 1                    | 1                    | 1                    | 1                    | 1                    | 1                    | Sorry for Party Rocking |